# Šyroke (okres Chust)
Šyroke (ukrajinsky Широке , rusínsky Шырокоє, maďarsky Siróka) je část obce Nyžnij Bystryj, v Horinčovském jednotném územním společenství, v okrese Chust, v Zakarpatské oblasti Ukrajiny. V roce 2025 zde žilo 472 obyvatel.
Ve vsi je srubový chrám svatého Jiří, postavený v letech 1934 až 1937. Interiér chrámu byl omítnut a vymalován. Zajímavá je ikona s výjevy Posledního soudu, zhotovená na způsob lidové malby.

## Místní části
- Varchaluca, ukrajinsky Вархалуца
- Vilchovanja, ukrajinsky Вільхованя
- Jasinja, ukrajinsky  Ясіня
- Kuzeckyj, ukrajinsky Кузецький
- Pohar, ukrajinsky Погар